# Moropsyche yugawarana
Moropsyche yugawarana är en nattsländeart som beskrevs av Kobayashi 1983. Moropsyche yugawarana ingår i släktet Moropsyche, och familjen Apataniidae. Inga underarter finns listade.